# Alessandro Cesarini (1592-1644)
Pour les articles homonymes, voir Cesarini.
Alessandro Cesarini, iuniore (né en 1592 à Rome, alors capitale des États pontificaux et mort dans la même ville le 25 janvier 1644) est un cardinal italien du XVIIe siècle. Il est un arrière-petit-neveu du cardinal  Alessandro Cesarini, seniore (1517). D'autres cardinaux de la famille sont Giuliano Cesarini, seniore (1426) et Giuliano Cesarini, iuniore (1493).

## Biographie
Alessandro Cesarini étudie à l'université de Parme et est clerc à la Chambre apostolique.
Il est créé cardinal par le pape Urbain VIII lors du consistoire du 30 août 1627. Le cardinal Cesarini est élu évêque de Viterbe en 1636.